# Liste der luxemburgischen Abgeordneten zum EU-Parlament (1979–1984)
Die Liste der luxemburgischen Abgeordneten zum EU-Parlament (1979–1984) listet alle luxemburgischen Mitglieder des 1. Europäischen Parlaments nach der Europawahl in Luxemburg 1979. Als einziger luxemburgischer Abgeordneter gehörte Victor Abens dem Parlament über die gesamte Wahlperiode an.
- SOC: 1
- LD: 2
- EVP: 3

## Mandatsstärke der Parteien
| Nationale Partei                                   | Mandate | Fraktion                                    |
| -------------------------------------------------- | ------- | ------------------------------------------- |
| Chrëschtlech Sozial Vollekspartei (CSV)            | 3       | Fraktion der Europäischen Volkspartei (EVP) |
| Demokratesch Partei (DP)                           | 2       | Liberale und Demokratische Fraktion (LD)    |
| Lëtzebuerger Sozialistesch Aarbechterpartei (LSAP) | 1       | Sozialdemokratische Fraktion (SOC)          |
| Gesamt                                             | 6       |                                             |

## Abgeordnete
| Bild | MEP                     | Lebensdaten | von           | bis           | Partei | Fraktion | Anmerkungen                                                           |
| ---- | ----------------------- | ----------- | ------------- | ------------- | ------ | -------- | --------------------------------------------------------------------- |
|      | Victor Abens            | 1912–1993   | 17. Juli 1979 | 23. Juli 1984 | LSAP   | SOC      |                                                                       |
|      | Fernand Boden           | 1943        | 17. Juli 1979 | 18. Juli 1979 | CSV    | EVP      | Nachrücker: Marc Fischbach                                            |
|      | Nicolas Estgen          | 1930–2019   | 14. Aug. 1979 | 23. Juli 1984 | CSV    | EVP      | nachgerückt für Jean Wolter                                           |
|      | Marc Fischbach          | 1946        | 19. Juli 1979 | 23. Juli 1984 | CSV    | EVP      | nachgerückt für Fernand Boden                                         |
|      | Colette Flesch          | 1937        | 17. Juli 1979 | 22. Nov. 1980 | DP     | LD       | Nachrücker: René Mart                                                 |
|      | Charles Goerens         | 1952        | 15. Feb. 1982 | 23. Juli 1984 | DP     | LD       | nachgerückt für Jean Hamilius                                         |
|      | Jean Hamilius           | 1927        | 19. Juli 1979 | 14. Jan. 1982 | DP     | LD       | nachgerückt für Gaston Thorn, Nachrücker: Charles Goerens             |
|      | Marcelle Lentz-Cornette | 1927–2008   | 5. März 1980  | 23. Juli 1984 | CSV    | EVP      | nachgerückt für Jean Spautz                                           |
|      | René Mart               | 1925–1990   | 26. Nov. 1980 | 23. Juli 1984 | DP     | LD       | nachgerückt für Colette Flesch                                        |
|      | Jacques Santer          | 1937        | 17. Juli 1979 | 18. Juli 1979 | CSV    | EVP      | Nachrücker: Jean Spautz                                               |
|      | Jean Spautz             | 1930        | 19. Juli 1979 | 4. März 1980  | CSV    | EVP      | nachgerückt für Jacques Santer, Nachrückerin: Marcelle Lentz-Cornette |
|      | Gaston Thorn            | 1928–2007   | 17. Juli 1979 | 18. Juli 1979 | DP     | LD       | Nachrücker: Jean Hamilius                                             |
|      | Jean Wolter             | 1926–1980   | 17. Juli 1979 | 18. Juli 1979 | CSV    | EVP      | Nachrücker: Nicolas Estgen                                            |